# Яндова, Элишка
Элишка Яндова (чеш. Eliška Jandová; род. 9 августа 1974, Прага) — чешская гребчиха, выступавшая за сборные Чехословакии и Чехии по академической гребле в первой половине 1990-х годов. Чемпионка мира среди юниорок, победительница и призёрка первенств национального значения, участница летних Олимпийских игр в Барселоне.

## Биография
Элишка Яндова родилась 9 августа 1974 года в Праге. Проходила подготовку в столичном спортивном клубе «Смихов».
Впервые заявила о себе в академической гребле на международном уровне в сезоне 1991 года, когда вошла в состав чехословацкой национальной сборной и выступила на юниорском мировом первенстве в Баньолесе, где одержала победу в восьмёрках и выиграла серебряную медаль в зачёте распашных безрульных четвёрок.
Благодаря череде удачных выступлений удостоилась права защищать честь страны на летних Олимпийских играх 1992 года в Барселоне. В составе экипажа-восьмёрки, куда также вошли гребчихи Сабина Теленская, Ленка Завадилова, Рената Беранкова, Мартина Шефчикова, Михаэла Ваврова, Гана Жакова, Гана Дариусова и рулевая Ленка Ковачова, заняла последнее четвёртое место на предварительном квалификационном этапе, затем стала шестой в дополнительном отборочном заезде — таким образом отобралась лишь в утешительный финал В, где уступила команде Великобритании. В итоговом протоколе соревнований расположилась на восьмой строке. Также в этом сезоне побывала на юниорском мировом первенстве в Монреале — финишировала четвёртой в безрульных двойках и получила серебро в восьмёрках.
После разделения Чехословакии Яндова осталась действующей спортсменкой и продолжила принимать участие в крупнейших международных регатах в составе национальной сборной Чехии. Так, в 1993 году она отметилась выступлением на домашнем чемпионате мира в Рачице, где в программе восьмёрок показала шестой результат.
В 1995 году была четвёртой в безрульных четвёрках на молодёжном Кубке наций в Гронингене.